# والتر فورستر
والتر فورستر (بالألمانية: Walter Forster)‏ هو عالم حيوانات وعالم حشرات ألماني، ولد في 12 يوليو 1910 في Althegnenberg ‏ في ألمانيا، وتوفي في 25 ديسمبر 1986.